# Millisle
Millisle (Iers: Oileán an Mhuilinn) is een plaats in het Noord-Ierse County Down.
Millisle telt 1791 inwoners. Van de bevolking is 93,4% protestant en 2,9% katholiek.